# Jean-François Bastide
Pour les articles homonymes, voir Bastide.
Jean-François Bastide est un homme politique français né le 16 décembre 1754 à Grospierres (Ardèche) et mort le 24 avril 1825 dans la même commune.

## Biographie
Conseiller à la sénéchaussée de Villeneuve-de-Berg, il est membre du directoire du département et député de l'Ardèche de 1791 à 1792. Il est ensuite juge suppléant au tribunal de Cassation. Après le coup d'état du 18 brumaire, il devient conseiller général et sous-préfet de Largentière.